# Rivière du Portage (vattendrag i Kanada, lat 49,27, long -71,00)
Rivière du Portage är ett vattendrag i Kanada.   Det ligger i provinsen Québec, i den östra delen av landet, 500 km nordost om huvudstaden Ottawa. Rivière du Portage ligger vid sjön Lac Proche.
I omgivningarna runt Rivière du Portage växer i huvudsak blandskog. Trakten runt Rivière du Portage är nära nog obefolkad, med mindre än två invånare per kvadratkilometer.